# Cataratas Atlético Clube
O Cataratas Atlético Clube foi um clube de futebol brasileiro da cidade de Foz do Iguaçu, Estado do Paraná. Fundado em 9 de setembro de 1999, suas cores eram o verde e o branco e seu uniforme era parecido com o do Coritiba Foot-Ball Club.
Disputou a Segunda Divisão de 2000, a de 2001 e a de 2002, obteve destaque por ter aplicado a maior goleada da história do futebol profissional paranaense, no dia 30 de março de 2000, ao vencer o Real Beltronense por 19 a 0 no Estádio do ABC, em Foz do Iguaçu.
Naquele ano, o clube fez uma primeira fase excelente com 9 vitórias, a maioria por goleada, 1 empate e nenhuma derrota, mas perdeu desempenho nas fases seguintes, sendo eliminado na terceira fase e não conseguindo o acesso para o Campeonato Paranaense de Futebol da primeira divisão. Por conta disso, encerrou suas atividades, não participando de nenhuma competição após isso.